# کروکرن
latitudeکروکرنlongitudeکروکرن
کروکرن (به انگلیسی: Crewkerne) یک منطقهٔ مسکونی در انگلستان است که در جنوب غربی انگلستان واقع شده‌است.

## خصوصیات
کروکرن ۷٬۰۰۰ نفر جمعیت دارد.